# 종교철학
종교철학(Philosophy of religion)의 진정한 목적은 기독교를 변증하는 것이다. 원래 유럽에서 종교란 기독교를 의미했고, 유럽에서 대두 된 학문인 종교철학은 예리한 논리를 사용하여 기독교 복음을 변증하는 것이 종교철학의 본 역할이다. 대표적인 종교철학자들은 리처드 스윈번, 알빈 플란팅가, 니콜라스 월터스토프와 같은 학자들이다.

## 같이 보기
- 종교적 철학
- 종교철학자 목록